# Emma Lindqvist (handbollsspelare)
Emma Lindqvist, född 17 september 1997 i Helsingborg, är en svensk handbollsspelare.

## Karriär
Emma Lindqvist började spela handboll i OV Helsingborg. Hon debuterade i A-laget i klubben 16 år gammal och var snart en bärande spelare i laget. Från OV Helsingborg bytte hon klubb 2016 till H65 Höör i högsta serien. Med H65 Höör vann hon 2017 SM-guld och spelade säsongen 2016/17 final i EHF Challenge Cup. 2021 lämnar Lindqvist H65 för att spela för danska Herning-Ikast.

## Landslagskarriär
Emma Lindqvist var med ungdomslandslaget och vann bronsmedalj vid ungdoms-OS 2014 i Kina. Hon vann också brons vid U19-EM 2015. Emma Lindqvist debuterade i A-landslaget den 27 september 2018 mot Island. Hon mästerskapsdebuterade i VM i Japan 2019 och tillhör nu landslagskadern. Lindqvist har i mars 2021 spelat 29 A-landskamper och deltagit i truppen  samt till EM i Danmark 2020 och i OS-kvalet till Tokyo OS. Lindqvist blev uttagen i truppen till sommar OS i Tokyo 2021.